# 拉维勒讷沃欧鲁瓦
拉维勒讷沃欧鲁瓦（法語：Lavilleneuve-au-Roi，法語發音：[lavilnœv o ʁwa]）是法国上马恩省的一个市镇，属于肖蒙区。拉维勒讷沃欧鲁瓦曾于1972年6月1日并入市镇雷讷河畔欧特勒维尔，2012年1月1日，拉维勒讷沃欧鲁瓦从雷讷河畔欧特勒维尔脱离，再度成为独立市镇。

## 地理
拉维勒讷沃欧鲁瓦（48°9'39"N, 4°55'34"E）面积10.45 平方千米，位于法国大東部大區上马恩省，该省份为法国东北部内陆省份，北起马恩省和默兹省，西接奥布省，西南接科多尔省，东南接上索恩省，东临孚日省。
与拉维勒讷沃欧鲁瓦接壤的市镇（或旧市镇、城区）包括：雷讷河畔欧特勒维尔、日扬库尔、瑞泽讷库尔、马朗维尔、蒙特里、沃德雷蒙。
拉维勒讷沃欧鲁瓦的时区为UTC+01:00、UTC+02:00（夏令时）。

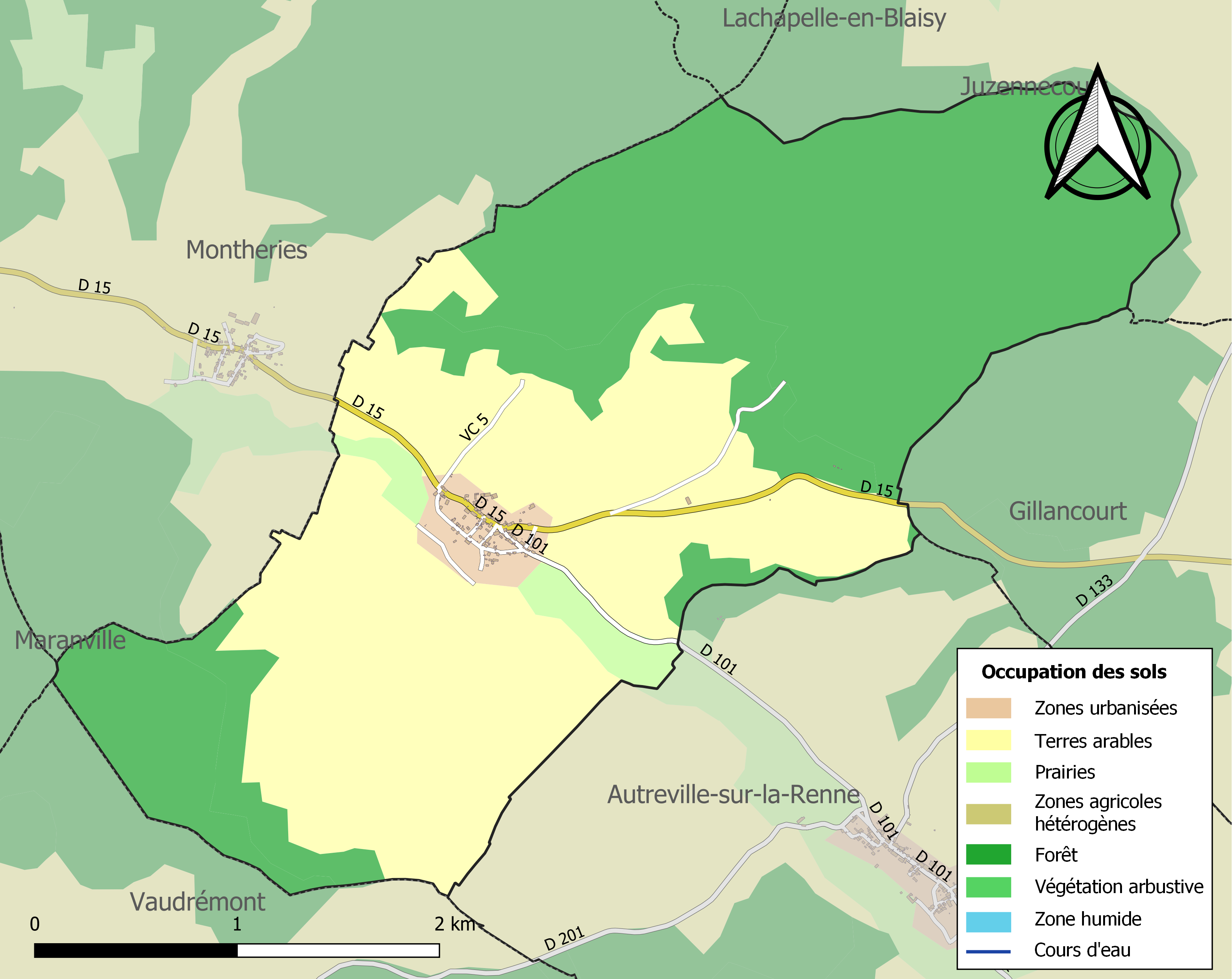
拉维勒讷沃欧鲁瓦的OSM定位图

## 行政
拉维勒讷沃欧鲁瓦的邮政编码为52330，INSEE市镇编码为52278。

## 政治
拉维勒讷沃欧鲁瓦所属的省级选区为沙托维兰县。

## 人口
拉维勒讷沃欧鲁瓦于2022年1月1日时的人口数量为68人。